# 가스가타이샤

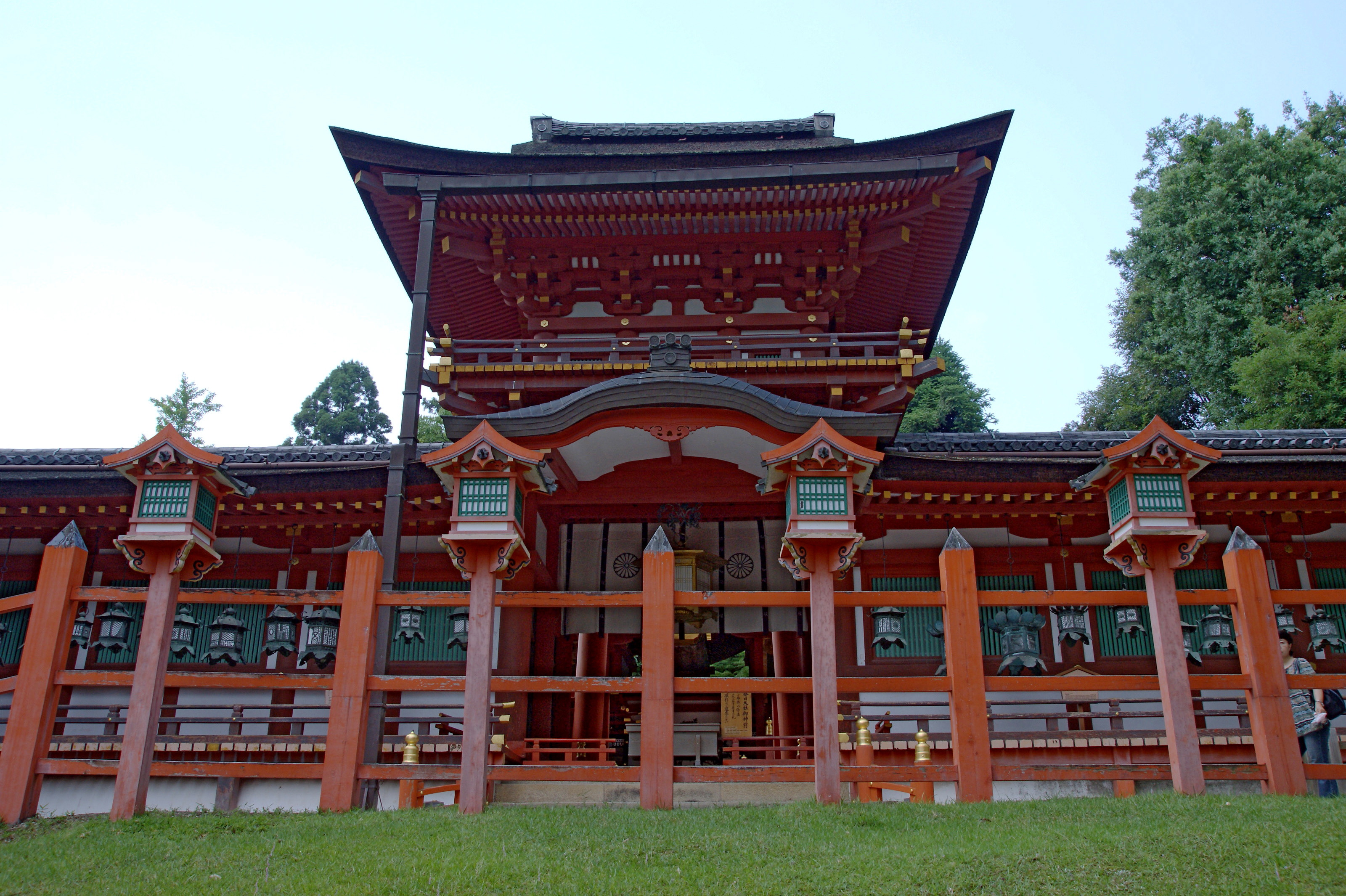
중문과 어랑

가스가타이샤(春日大社)는 일본 나라현 나라시에 있는 신사이다. 후지와라씨의 신사로 768년에 설립되었고 세월이 흐르면서 몇 차례 소실되었다가 재건되었다. 신사 내부는 많은 청동등과 석등이 달려있는 것으로 유명하다.
건축양식인 가스가-즈쿠리는 가스가 신사의 본전에서 유래되었다.
가스가타이샤로 들어가는 길은 사슴 공원을 통과하고 길 옆으로 수 천개의 석등이 있다.

## 역사
신사는 헤이안 시대 초기에 황실의 후원을 받게 되었다.
1871년부터 1946년까지 가스가 신사는 정부에 의해 우선 순위로 지원을 받는 관폐대사 공식적으로 지정되어있었다.

## 갤러리

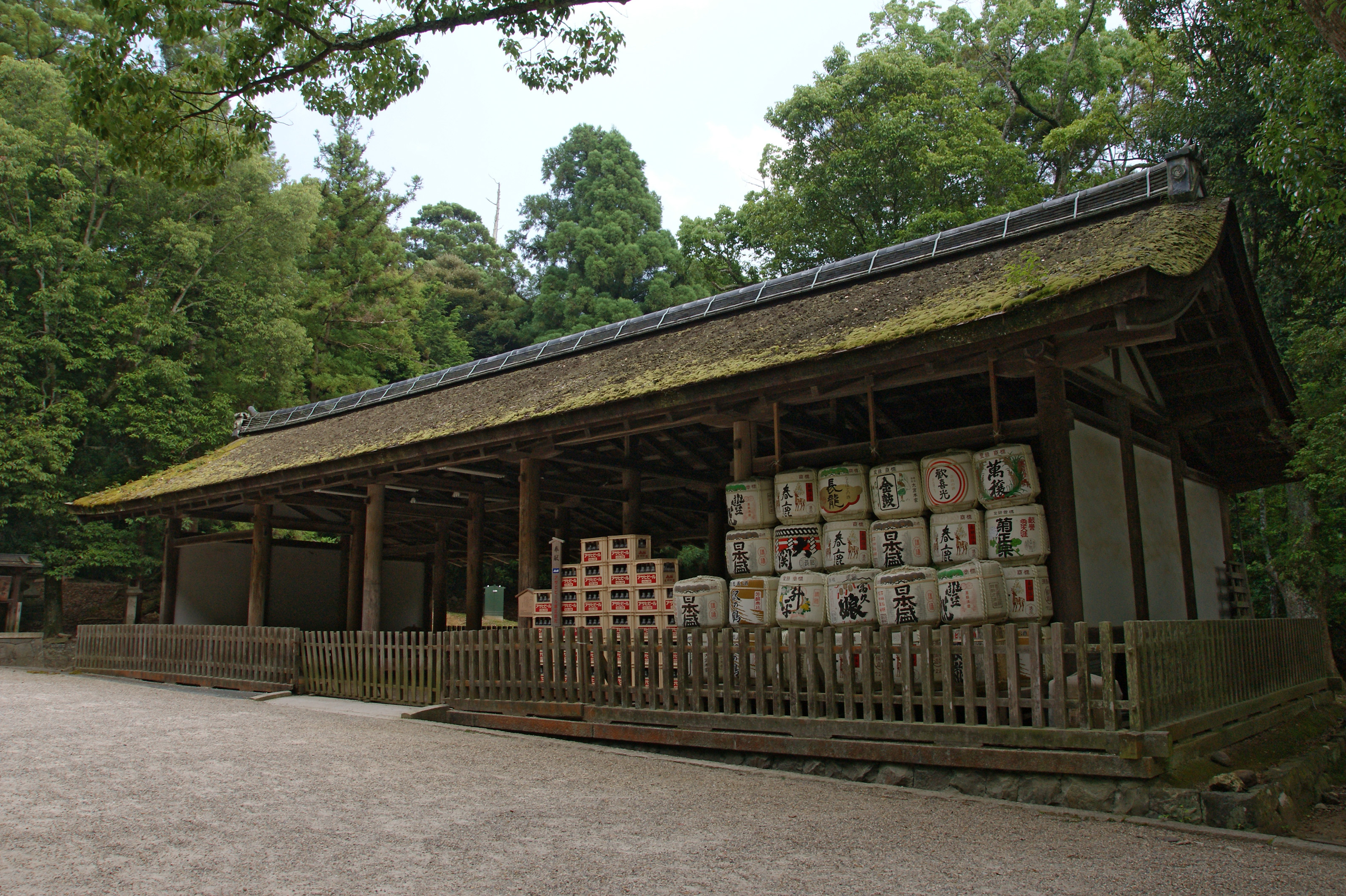
차사
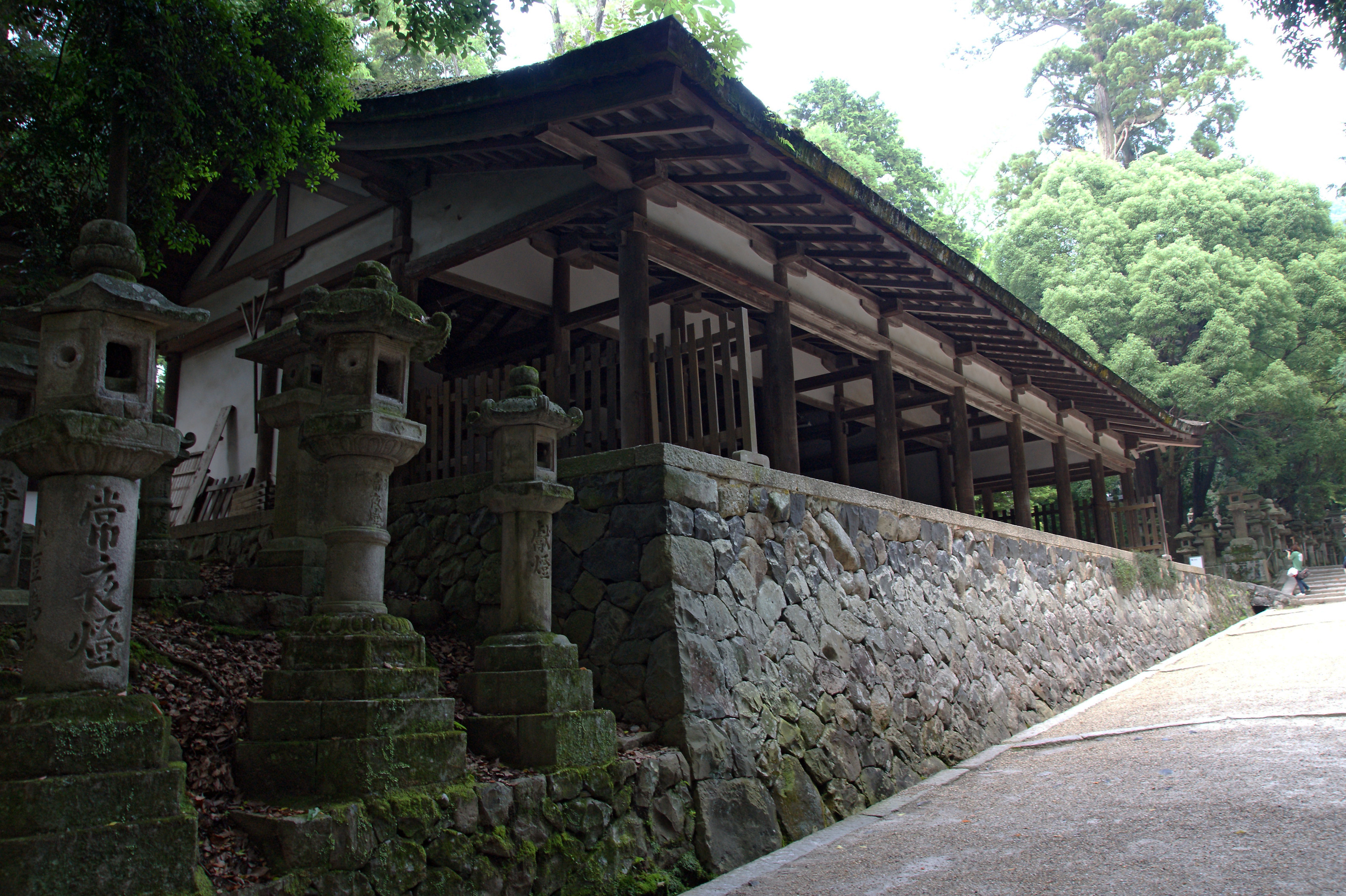
착도전
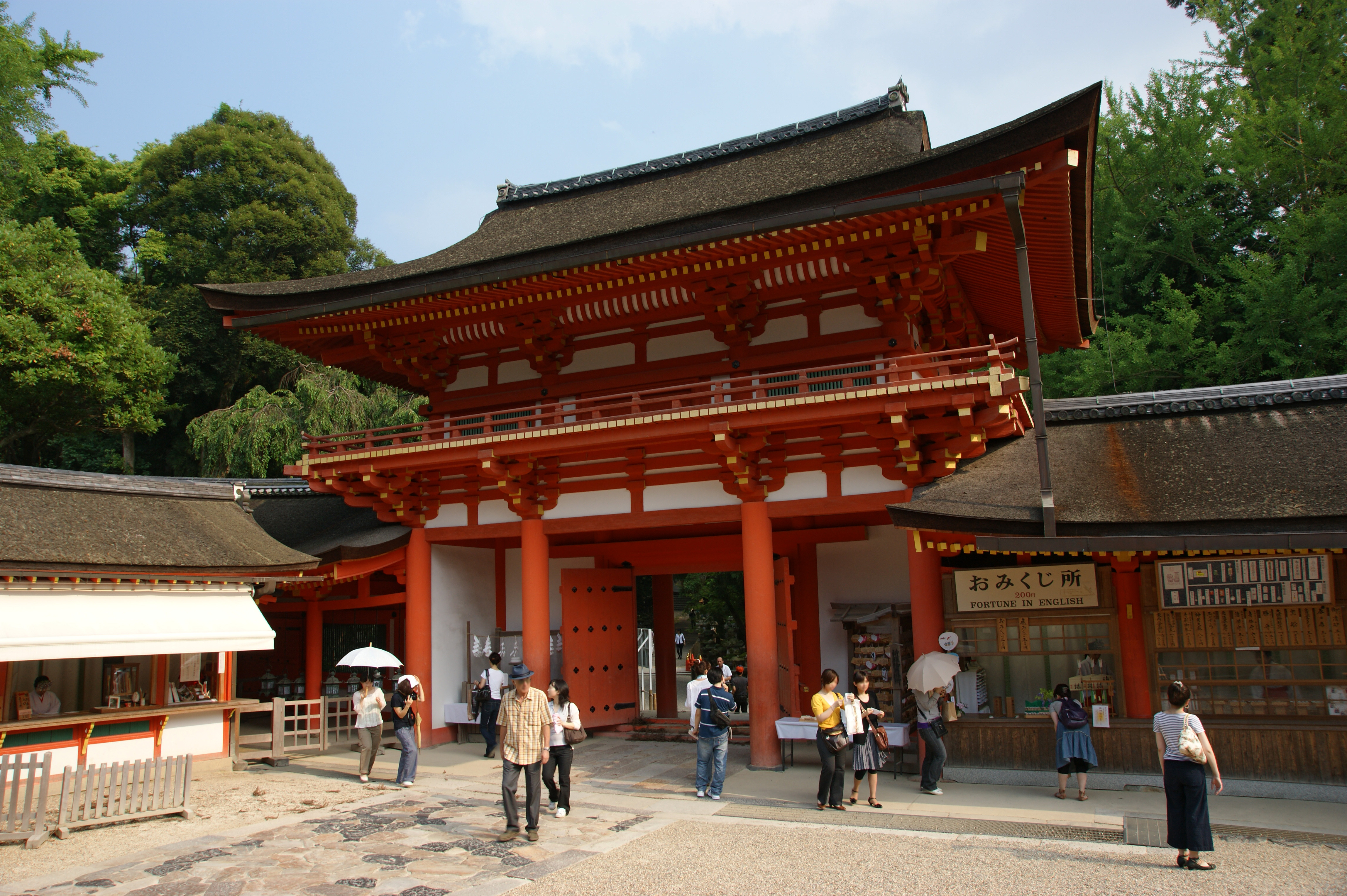
남문
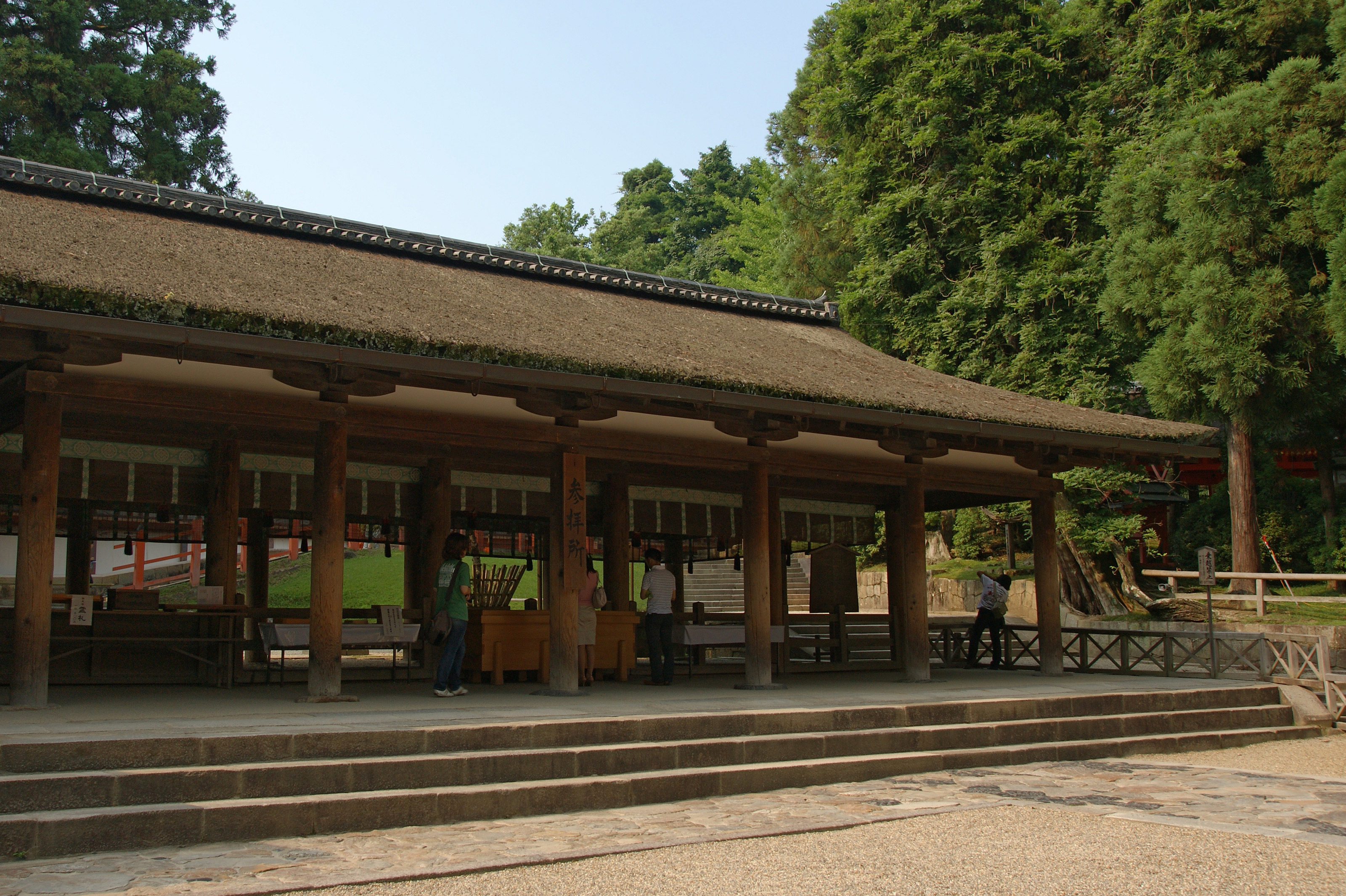
폐전・무전
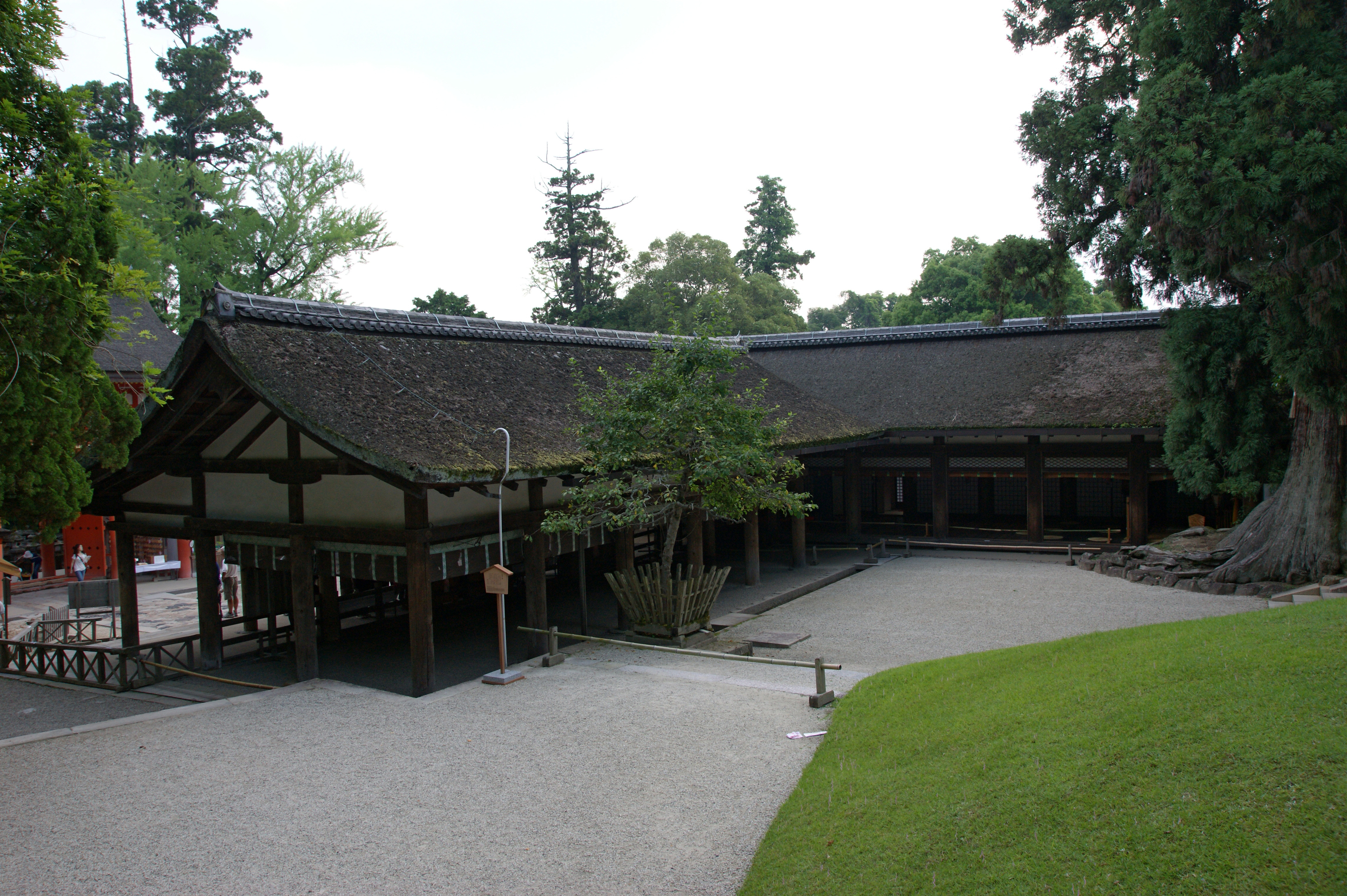
폐전・무전의 직회전
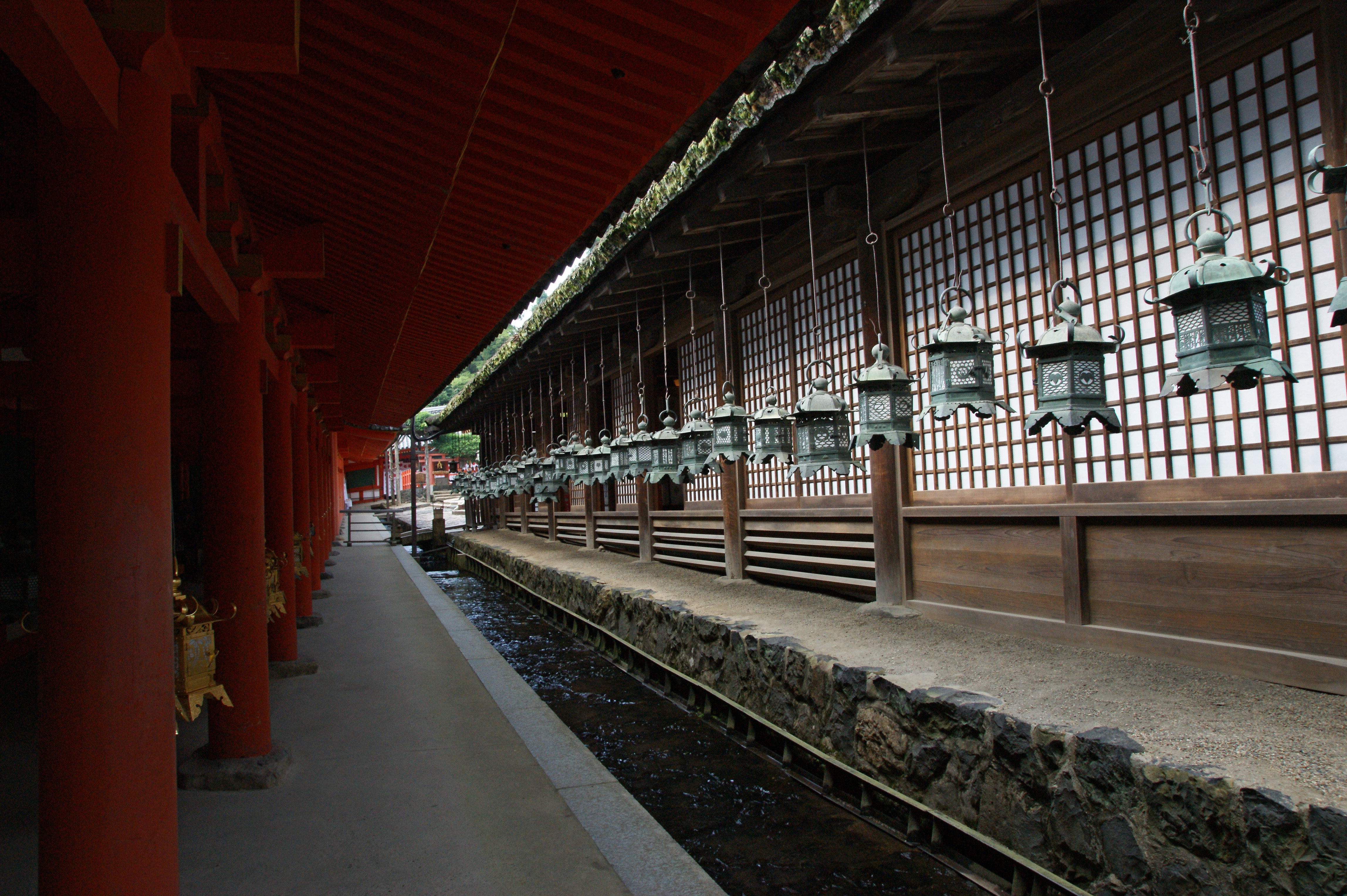
서회랑의 직회전
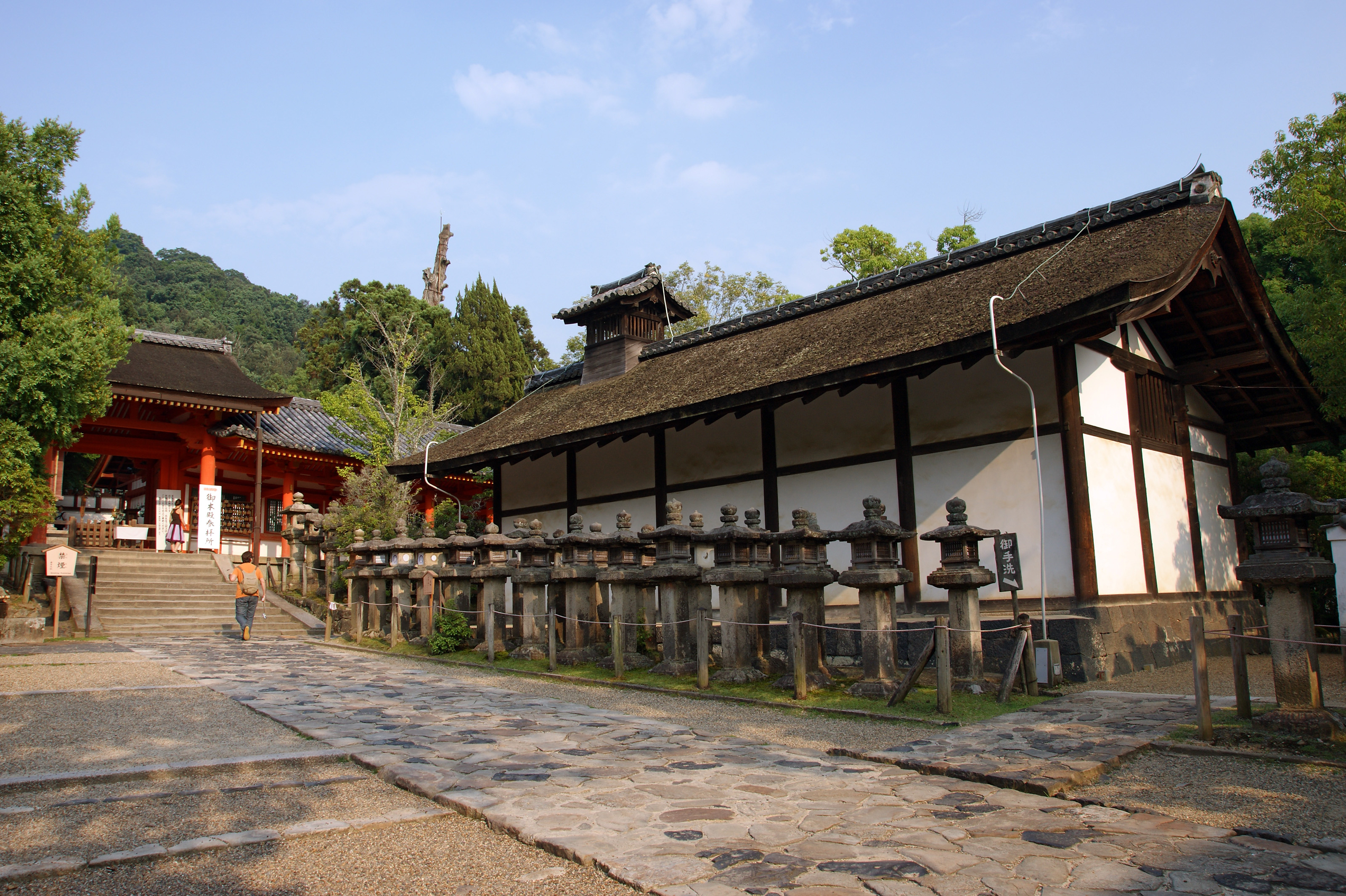
주전
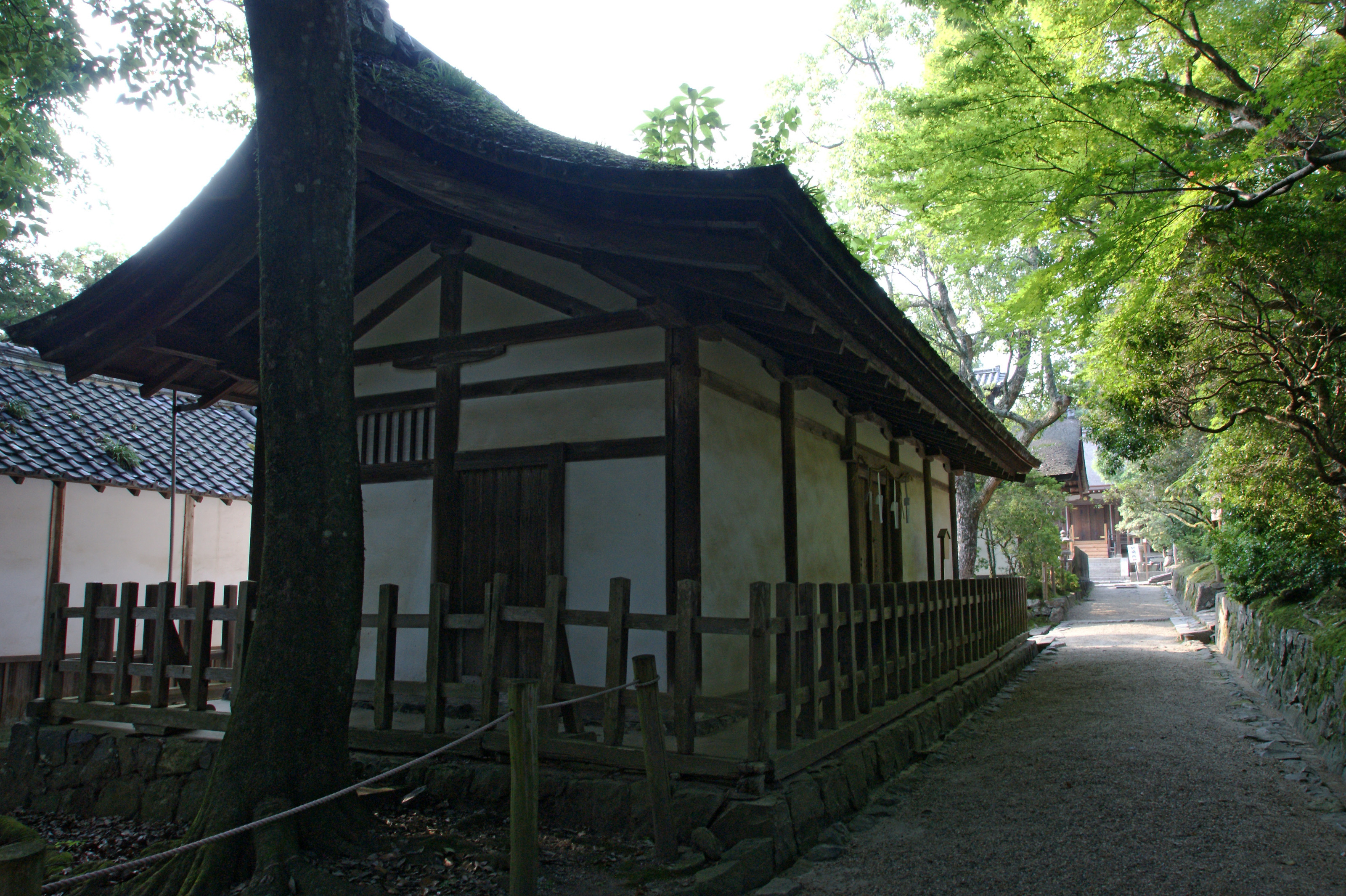
조전
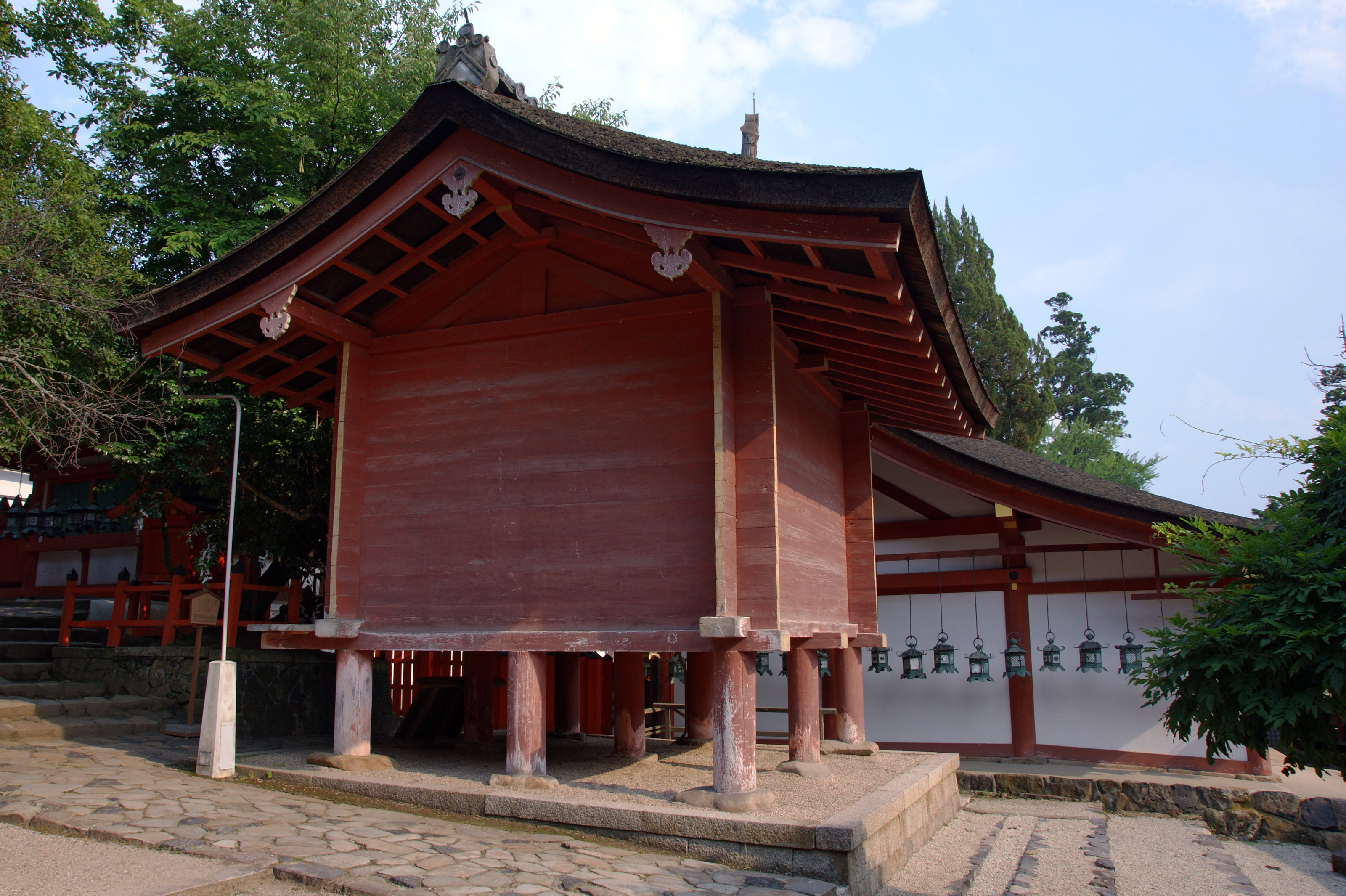
보고
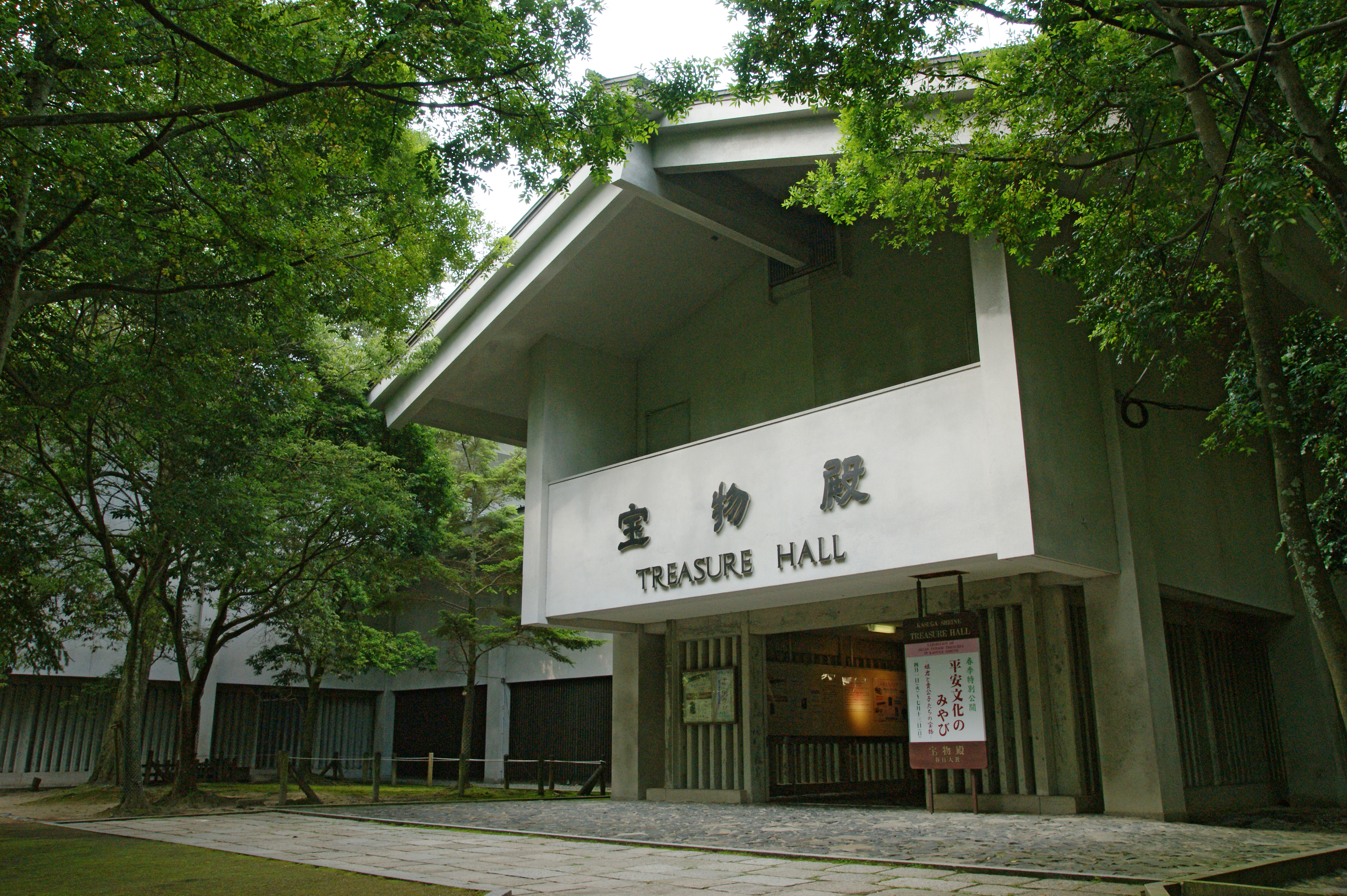
보물전